# Watertoren (Bocholt Driemorgenstraat)
De watertoren aan de Driemorgenstraat in het Belgische Bocholt werd gebouwd in 1966. De toren van 43 meter hoog bevat een reservoir met een capaciteit van 500 kubieke meter.

## Afbraak
In februari 2012 keurde de gemeente Bocholt een aanvraag van de Vlaamse Maatschappij voor Watervoorziening goed om de toren te mogen slopen. De VMW maakte zich zorgen om de stabiliteit van de toren, aangezien de kuip niet op pijlers steunt maar opgehangen is aan het metselwerk zelf. Dit zou in de toekomst tot stabiliteitsproblemen kunnen leiden. De VMW besloot daarom de functie van de toren uit te laten voeren door automatische drukregelaars. Sindsdien is de toren dan ook niet meer in gebruik.
Het Educatief Centrum voor Natuur en Sterrenkunde Bocholt maakte in oktober 2012 bekend contact te hebben gezocht met de VMW om de toren van afbraak te vrijwaren en om te bouwen tot sterrenobservatorium. De stabiliteit van de toren zonder water in het reservoir was geen enkel probleem maar toch heeft het ECNS haar plannen uiteindelijk moeten laten varen omdat het niet kon voldoen aan de aan zichzelf opgelegde voorwaarden, O.A. steun van de gemeente en andere eventuele partners, voor financiële draagkracht. Op 28 november 2013 werd bekend dat de gemeente Bocholt besloten heeft het perceel met de watertoren aan te kopen voor het bedrag van 153.935 euro.
Beringen ·
Beverlo ·
Bilzen (Brugstraat) ·
Bilzen (Hasseltstraat) ·
Bocholt (Driemorgenstraat) ·
Bocholt (Grote Baan) ·
Borgloon ·
Bree ·
Diepenbeek ·
Genk (Boslaan) ·
Genk (Priesterhaagstraat) ·
Genk (Vogelkersstraat) ·
Groot-Gelmen ·
Hamont (Oude Watertorenstraat) ·
Hamont (Watertorenstraat) ·
Hasselt (Armand Hertzstraat) ·
Hasselt (Hoogveld) ·
Hasselt (Kempische Steenweg) ·
(Hasselt (Kuringersteenweg) ·
Hasselt (Sint-Truidersteenweg) ·
Hasselt (Willekensmolenstraat) ·
Hechtel ·
Helchteren ·
Herderen ·
Hoesselt ·
Houthalen ·
Kaulille ·
Koersel (Corceliusstraat) ·
Koersel (Koolmijnlaan) ·
Kuringen ·
Kwaadmechelen ·
Lanaken ·
Lommel (A. Philipsweg) ·
Lommel (Hoogstraat) ·
Lummen (Industrieweg) ·
Lummen (Sint-Ferdinandstraat) ·
Meeuwen ·
Paal ·
Peer ·
Rosmeer ·
Rutten ·
Tessenderlo ·
Tongeren (Overhaemlaan) ·
Tongeren (Watertorenstraat) ·
Veldwezelt ·
Vroenhoven ·
Zolder (Galgenbergstraat) ·
Zolder (Koolmijnlaan) ·
Zutendaal